# HIP59376
HIP59376 — хімічно пекулярна зоря спектрального класу
F2 й має видиму зоряну величину в смузі V приблизно 11,1.
Вона  розташована на відстані близько 685,2 світлових років від Сонця.